# Anodontostoma
Anodontostoma è un genere di pesci ossei marini, d'acqua dolce e salmastra appartenente alla famiglia Clupeidae.

## Distribuzione e habitat
Il genere è endemico dell'Indo-Pacifico tropicale. Sono pesci eurialini e possono penetrare nei fiumi.

## Descrizione
Sono pesci di taglia medio-piccola La taglia massima di 22 cm è raggiunta da A. chacunda che è la specie più grande.

## Pesca
Alcune specie del genere hanno importanza per la pesca commerciale.

## Specie
- Anodontostoma chacunda
- Anodontostoma selangkat
- Anodontostoma thailandiae[1]